# Henriette de Schönaich-Carolath
Henriette de Schönaich-Carolath (en allemand : Henriette Hermine Wanda Ida Luise Prinzessin von Schönaich-Carolath), née le 25 novembre 1918 et morte le 16 mars 1972, était la plus jeune fille du prince Johann George von Schönaich-Carolath et de la princesse Hermine Reuss de Greiz, qui deviendra plus tard la deuxième épouse de Guillaume II, empereur allemand.

## Jeunesse
La princesse Henriette est née à Berlin, République de Weimar, en tant que cinquième enfant et plus jeune fille du prince Johann George de Schönaich-Carolath (1873-1920; fils du prince George de Schönaich-Carolath et de la princesse Wanda de Schönaich-Carolath) et de son épouse, la princesse Hermine Reuss de Greiz (1887–1947), fille de Heinrich XXII, prince Reuss de Greiz et de la princesse Ida de Schaumburg-Lippe.
Après la mort du père de la princesse Henriette en 1920, sa mère s'est mariée en 1922 avec l'ancien empereur allemand Guillaume II. Hermine a eu cinq jeunes enfants, mais il a été décidé que seule la plus jeune, la princesse Henriette, viendrait vivre avec eux à Doorn. Wilhelm s'est généralement tenu à l'écart des affaires de ses beaux-enfants, à l'exception d'Henriette.  Il semblait avoir une véritable affection pour elle, et elle est devenue connue comme "le général". Selon Giles MacDonough, Henriette "jouait le rôle de petit-fils résident, passant le sucre lorsque le café était servi".

## Mariage
Le 6 août 1940, à sa résidence de Doorn, l'ancien empereur allemand Guillaume II annonce officiellement l'engagement de sa belle-fille, la princesse Henriette, avec son petit-fils, le prince Karl Franz de Prusse.  Karl Franz (1916-1975) était le fils unique du prince Joachim de Prusse et de son épouse, la princesse Marie-Auguste d'Anhalt . 
Le couple s'est marié le 1er octobre 1940 et a eu trois enfants : 
- Le prince François-Guillaume de Prusse (né le 3 septembre 1943), marié en 1976 à Maria Vladimirovna, grande-duchesse de Russie, prétendante au trône impérial de Russie.
- Le prince Friedrich Christian de Prusse (né le 3 septembre 1943 et mort le 26 septembre 1943).
- Le prince Franz Friedrich de Prusse (né le 17 octobre 1944), marié en 1970 (mariage morganatique) avec Gudrun Edith Winkler (née en 1949), divorcés en 1996, dont une fille. Il se marie en 1999, en secondes noces, à la femme politique et ancienne pianiste[4] Susann Genske (née en 1964), sans postérité.

Le couple divorce le 5 septembre 1946. Henriette de Schönaich-Carolath est décédée le 16 mars 1972 à 53 ans à Neuendettelsau, en Allemagne de l'Ouest.

## Titres et honneurs
- 25 novembre 1918 - 1er octobre 1940: Son Altesse Sérénissime la princesse Henriette de Schönaich-Carolath
- 1er octobre 1940-5 septembre 1946: Son Altesse Royale la princesse Karl Franz de Prusse
- 5 septembre 1946-16 mars 1972: Son Altesse Sérénissime la Princesse Henriette de Schönaich-Carolath

## Remarques
1. 1 2  Lundy, « The Peerage: Henriette Hermine Wanda Ida Luise Prinzessin von Schönaich-Carolath » (consulté le 19 septembre 2010)
2. ↑  MacDonogh, p. 430.
3. ↑  MacDonogh, p. 434.
4. ↑  (de) Ildiko Röd, "Schlager-Sängerin Cora geht in die Politik", Märkische Allgemeine, 11 mars 2014.

## Sources
- Giles MacDonogh, The Last Kaiser : The Life of Wilhelm II, New York, St. Martin's Press, 2000, 560 p. (ISBN 0-312-30557-5)